# Culex daumastocampa
Culex daumastocampa är en tvåvingeart som beskrevs av Dyar och Frederick Knab 1908. Culex daumastocampa ingår i släktet Culex och familjen stickmyggor. Inga underarter finns listade i Catalogue of Life.